# Halsgraben

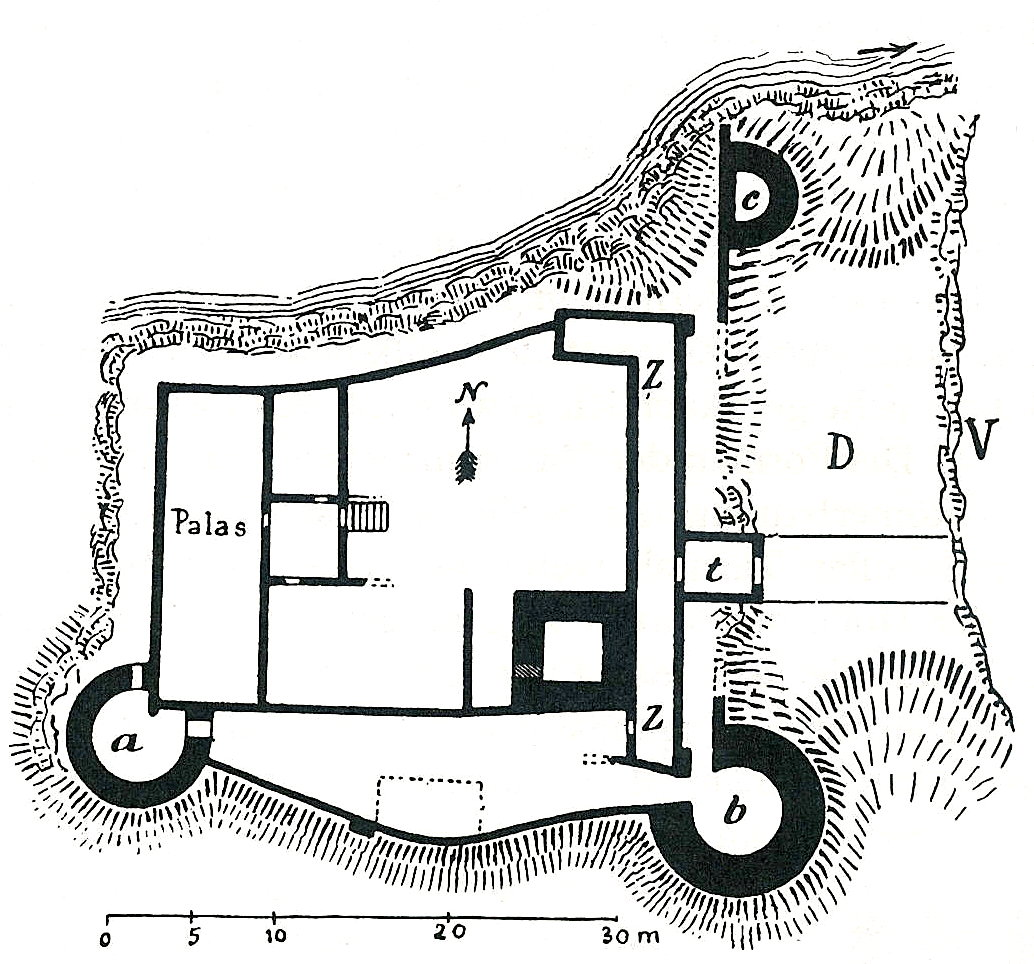
Grundriss der Rudelsburg mit Halsgraben (D)

Als Halsgraben wird ein künstlich angelegter Graben bezeichnet, der eine Burganlage nicht vollständig umschließt, sondern nur die Seiten des Areals abriegelt, die nicht durch natürliche Hindernisse geschützt sind. Er ist ein wichtiger Bestandteil des Wehrsystems vieler Höhenburgen.

Ursprünglich wurde in der Burgenkunde der Ausdruck Halsgraben nur bei Burgen in Spornlage verwendet. Diese sind auf Grund ihrer Lage an drei Seiten von steil abfallenden Berghängen geschützt. Ein wirkungsvoller Angriff konnte deshalb immer nur von der Bergseite erfolgen. Eine Trennung der Anlage vom Landrücken erfolgte aus praktischen Gründen immer an der engsten Stelle des Bergsporns, dem „Flaschenhals“, daher der Name. Die Burg war dann nur noch über eine Brücke – meist eine Zugbrücke – erreichbar.

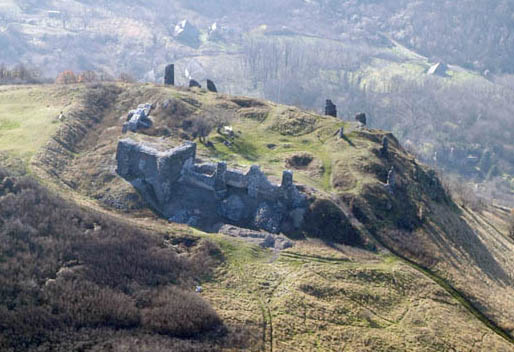
L-förmiger Halsgraben der Burg Csobánc (Ungarn)

Heutzutage wird der Begriff des Halsgrabens bisweilen auch auf anders geartete Burganlagen ausgedehnt, sofern diese an einer oder zwei ihrer Seiten einen tiefen Trockengraben besitzen, während sie auf den übrigen Seiten durch unzugängliches Gelände geschützt sind.
Beispiele für Burgen mit Halsgräben im klassischen Sinne sind die Burg Liebenstein, das Schloss Rochlitz, die Burg Kriebstein und die Isenburg.
Werden weitere Teile einer Burg, zum Beispiel Vor- und Kernburg, mit einem solchen Graben voneinander getrennt, spricht man von einem Abschnittsgraben.

## Doppelter Halsgraben bei Höhenburgen
Sehr selten kommen hintereinander liegende „doppelte“ Halsgräben vor. Zwei in den Fels gehauene Halsgräben hintereinander weisen die Burgen Blankenhorn in Nordwürttemberg, Salm im Elsass, Wiedersberg in Sachsen und Wildenberg in Unterfranken auf.

## Halsgräben mit Wasserfüllung und trockene Ringgräben bei Höhenburgen
Nur selten besitzen Höhenburgen wie Spornburgen Wassergräben. Sehr selten sind bei Gipfelburgen auch weitgehend umlaufende Trockengräben vorhanden, die also einen Ringgraben darstellen.
Die hoch gelegene Gipfelburg Neuschönburg in Böhmen hat einen weitgehend um Kernburg und erste Vorburg umlaufenden trockenen Halsgraben/Ringgraben, wie der Burgenforscher Otto Piper in seinem Werk Burgenkunde bereits anmerkte.
Die Gipfelburg Krak des Chevaliers in Syrien hat einen Wassergraben/Halsgraben an der Westseite, der von einer Quelle durch eine unterirdische Leitung (Tunnel) gespeist wird.
Die sächsische Spornburg Burg Voigtsberg besaß ursprünglich einen wassergefüllten Halsgraben an der Hauptangriffsseite zwischen Kernburg und Vorburg. Er wurde im 19. Jahrhundert verfüllt.